# Новосондрово
Новосо́ндрово — деревня в Колпашевском районе Томской области России. Входит в состав Саровского сельского поселения.

## История
Деревня — исторический населённый пункт южных селькупов (группа сюссюкум/сюссыкум). Одно из крупнейших южноселькупских поселений, самое крупное поселение между городом Колпашево и устьем Чулыма.
В южноселькупском ареале выделяются отдельные поселения и сгустки поселений, где в разные годы происходила концентрация селькупского населения (особенно значительная в середине XIX в.), между устьями Чаи и Чулыма это юрты Баранаковы-Тайзаковы-Сондровы-Сунгуровы. По данным переписи 1859 г., в каждом из этих посёлков население было в пределах 100-150 человек. До 1930-х гг., то есть до массовой ссылки в Нарымский край и массовых русско-селькупских брачных предпочтений, выделенные посёлки-юрты действительно были местом концентрации селькупской этничности, куда стремились вернуться после многолетних миграционных передвижений по просторам Нарымского края те, кто в них родился.
На Оби выше тогурского устья Кети как об «очень древнем поселении» собраны сведения о юртах Старо-Сондоровых (Меньдянга / Ме̄ндын Е̄ды «Старый посёлок»), которые существовали, по устным данным информантов А. П. Дульзона, «480 лет, не меньше». Г. Ф. Миллер в 1740 г. отметил ю. Сондровы (Menden-ai-jet «устье старой протоки») рядом с устьем протоки Menden-tieo (Сондровской), в 4-х верстах от Тайзаковых юрт (Ijun-dschar-jet).
В XX в. существовало 2 сондровских посёлка: Старо-Сондорово (Мендянга, Шондор эд) и Ново-Сондрово (Сэньд эд). Ново-Сондрово располагается примерно на 1206 км Оби у нижнего устья Сондровской протоки. Старо-Сондорово отстояло на несколько км вглубь от обского берега. Старый посёлок, по полевым данным А. П. Дульзона, существовал уже «лет пятьсот, не меньше». Новый поселок — с 1914—1915 гг.
В Старо-Сондорово в 1897 г.: 22 хозяйства — 100 селькупов и 1 русский житель. В 1911 г.: 25 хозяйств — 101 человек селькупов. Жителями и в старом и в новом поселке были остяки Сондоровы, Кайдало́вы, Майдановы, Ермолины; в XX в. — также Чигаткины, Пидогины, Соскаевы/Сыскоевы, Редкумовы, Чернышкины.
Обитатели Старо- и Ново-Сондорово, в отличие от проживающих ниже по Оби шёшкупов, имели иное самоназвание — сюссюкумы, такое же как и селькупы р. Кети и Чаи. Тем не менее сондровские сюссюкумы говорили на ином, отличном от кетских сюссюкумов диалекте.
Основана в 1702 г. В 1926 году деревня Ново-Сандрово состояла из 35 хозяйств, основное население — остяки. В составе Тискинского сельсовета Колпашевского района Томского округа Сибирского края.

### Войны средневековых селькупских князей
Раньше войны были. Был сильный мужик — богатырь. Богатырь в ту деревню пришёл и отобрал жену у мужика себе. Потом те, вся деревня, собираются и идут воевать. Он (богатырь) жил один. Те идут. Слышит он 
вроде земля дрожит. Он посылает жену посмотреть. Видит (она) — мужик пришёл с войсками. Обошли землянку цепью. Он выбегает на улицу. Видит — все стрелы насторожились. Схватил (богатырь) таган, побил несколько людей и бежать. Те выстрелили залпом — стрелы все воткнулись ему в спину. Он упал. И земля провалилась. И в этом месте сделалось озеро. Вокруг озера сопки выросли, (потому что) он (богатырь) несколько душ, человек 70, тут погубил. Те люди мертвых сложили и землю в кучу загребли. Тут сопки сделались, на них березы толстые выросли.Записано летом 1952 г. Г.И. Пелих со слов Кайдалова Тимофея Алексеевича в Ново-Югино, на Васюгане, род. в юртах Старо-Сондровых Тискинской волости в 1891 г.
Ниже приводится отрывок рассказа о гибели сондровского богатыря Пыгынбалк. В начале предания рассказывается о том, как богатырь Пыгынбалк ездил «наверх» и «отобрал там жену у другого». После этого целый год он жил спокойно с женой в землянке на сондровском мысу. На второй год «пришли верховские с войной». О дальнейших событиях рассказывается следующее:
«...вдруг земля вздрогнула. Вышла жена посмотреть. Вернулась и говорит: «Нет никого. Ну, это вороны и сороки щебечут». Вышел сам, видит — уже кругом землянки с луками стоят. Схватил таган, убил человек тридцать, побежал. Его вслед стрелой убили. Он провалился под землю и здесь стало озеро. Оно называется «логано ледорго» — лисья голова. Я спрашивал у деда, и он мне объяснил: это богатырь провалился. В Кальдже была большая деревня Мачильто. Потом и их перебили. Когда советская власть стала, эти места срывали и там кости».Записано Г.И. Пелих летом 1960 г. со слов Сондорова В. М. в пос. Каргасок

## Население
| 1910 | 1920 | 1926 | 2002 | 2010 | 2012 | 2013 |
| ---- | ---- | ---- | ---- | ---- | ---- | ---- |
| 101  | ↗136 | ↗164 | ↘9   | ↗10  | ↘9   | →9   |
| 2014 | 2015 | 2021 |      |      |      |      |
| →9   | →9   | ↘4   |      |      |      |      |